# Elisabeth Menalda
Elisabeth Menalda (Leeuwarden, 12 april 1895 − Amsterdam, 18 april 1997) was een Nederlands kunstboekbindster.

## Biografie
Menalda was een lid van de in het Nederland's Patriciaat opgenomen familie Menalda en de derde van vier dochters van de griffier van de Friese Provinciale Staten mr. dr. Cornelis Benjamin Menalda (1862-1950) en Alida Adriana Holleman (1864-1945). Ze volgde in Amsterdam opleidingen aan het Instituut voor Kunstnijverheidsonderwijs en de Kunstambachtsschool voor meisjes; daarnaast volgde ze in Londen een opleiding aan de Central School of Arts and Crafts Douglas Cockerell. Van 1924 tot 1975 beoefende ze het vak van kunstboekbindster te Amsterdam. Daarbij bond ze vooral veel unieke banden ter gelegenheid van jubilea en afscheidsfeesten van bijvoorbeeld kunstenaars of hoogleraren, in opdracht van hen die het album aanboden. In 1934 publiceerde ze Zelf boekbinden. Ze hield ook lezingen over de boekbindkunst. Ze bleef haar vak tot op hoge leeftijd volgen. In 2006 werd nog een tentoonstelling in haar geboorteplaats aan haar gewijd.